# ريكي أتكينسون
ريكي أتكينسون (بالإنجليزية: Ricky Atkinson)‏ هو لاعب كرة قدم أمريكية أمريكي، ولد في 28 أغسطس 1965 في ميدلتاون في الولايات المتحدة.

## وصلات خارجية
- ريكي أتكينسون على موقع مرجع كرة القدم المحترفة.كوم (الإنجليزية)